# Affalterthal
Affalterthal (Af(f)terthal oder im Volksmund Aftertool genannt)  ist ein Gemeindeteil des Marktes Egloffstein im Landkreis Forchheim (Oberfranken, Bayern). Affalterthal liegt im Naturpark Fränkische Schweiz-Veldensteiner Forst.

## Geografie

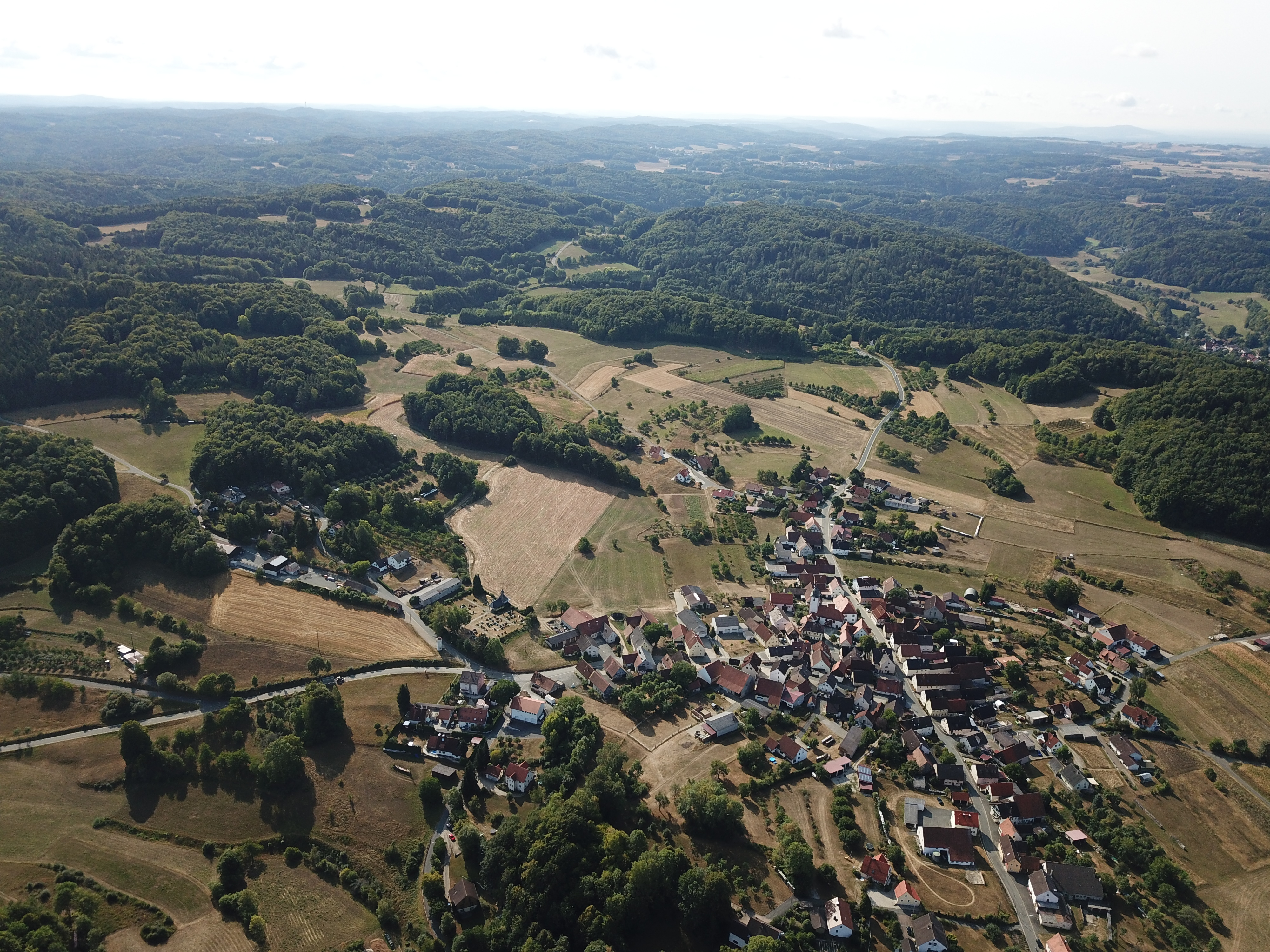
Blick über den Ortskern von Affalterthal

Das Pfarrdorf Affalterthal liegt naturräumlich in der südlichen Fränkischen Schweiz am Beginn der Talsenke des Mostvieler Tales am Rande eines Hochplateaus zwischen Bieberbach und Egloffstein und ist eingerahmt von Wäldern. Östlich liegt Geschwand. Die Umgebung ist von vielen Kirschbäumen geprägt. Der im Brunnleitental entspringende Affterbach ist rechtsseitiger Zufluss der Trubach, die bei Pretzfeld in die Wiesent mündet.

Das zentral in der Metropolregion Nürnberg gelegene Dorf ist etwa 32 Kilometer (Luftlinie) von Nürnberg entfernt. Weitere nächstgelegene Städte sind Bayreuth, 34 km nordöstlich, Pegnitz, 20 km östlich, Bamberg, 34 km nordöstlich und Forchheim, 15 km westlich.

## Geschichte

### Bis zum 19. Jahrhundert
In den Wäldern um Affalterthal befinden sich viele Hügelgräber aus der Hallstattzeit. Ob in der Flur mit der Bezeichnung Altes Schloss früher tatsächlich ein Adelssitz derer von Egloffstein existierte, konnte bis jetzt nicht geklärt werden. Im Gelände befinden sich noch Wälle und Erdaufschüttungen.
Der Name stammt von afaltere (Apfelanbau) ab. Im Jahr 1133 wurde „Otto von Affaltert“ erstmals urkundlich erwähnt. Der Ort wurde bereits 1290 im Besitz der Egloffstein genannt, wo er bis zum Ende des Alten Reichs (Säkularisation, Anfang 1800) blieb. Noch bis kurz vorher hatte die Familie das Patronat der dortigen Pfarrkirche inne. Die hohe Gerichtsbarkeit stand immer dem Hochstift Bamberg zu.

### 20. und 21. Jahrhundert
Bis zur Gemeindegebietsreform bestand die Gemeinde Affalterthal, zu der die Orte Affalterthal, Äpfelbach, Bärenthal, Hammerbühl, Hammermühle, Hammerthoos und Schlehenmühle gehörten. Sie hatte 1964 ein Gemeindegebiet von 965,29 Hektar.
Zum 1. Mai 1978 wurde die Gemeinde Affalterthal in die Marktgemeinde Egloffstein eingemeindet. An diesem Tag wurde der Bürgerverein Die Affalterthaler (seit 2007 Heimatverein Affalterthal e. V.) gegründet.
| Einwohnerentwicklung | Einwohnerentwicklung | Einwohnerentwicklung | Einwohnerentwicklung |
| Jahr                 | Pfarrdorf            | Gemeinde             | Quelle               |
| -------------------- | -------------------- | -------------------- | -------------------- |
| 1840                 |                      | 485                  | [ 7 ]                |
| 1871                 |                      | 539                  | [ 7 ]                |
| 1900                 |                      | 477                  | [ 7 ]                |
| 1925                 | 361                  | 478                  | [ 8 ]                |
| 1961                 | 280                  | 389                  | [ 4 ]                |
| 1970                 | 293                  | 424                  | [ 9 ]                |
| 1987                 | 298                  |                      | [ 10 ]               |

## Sehenswürdigkeiten

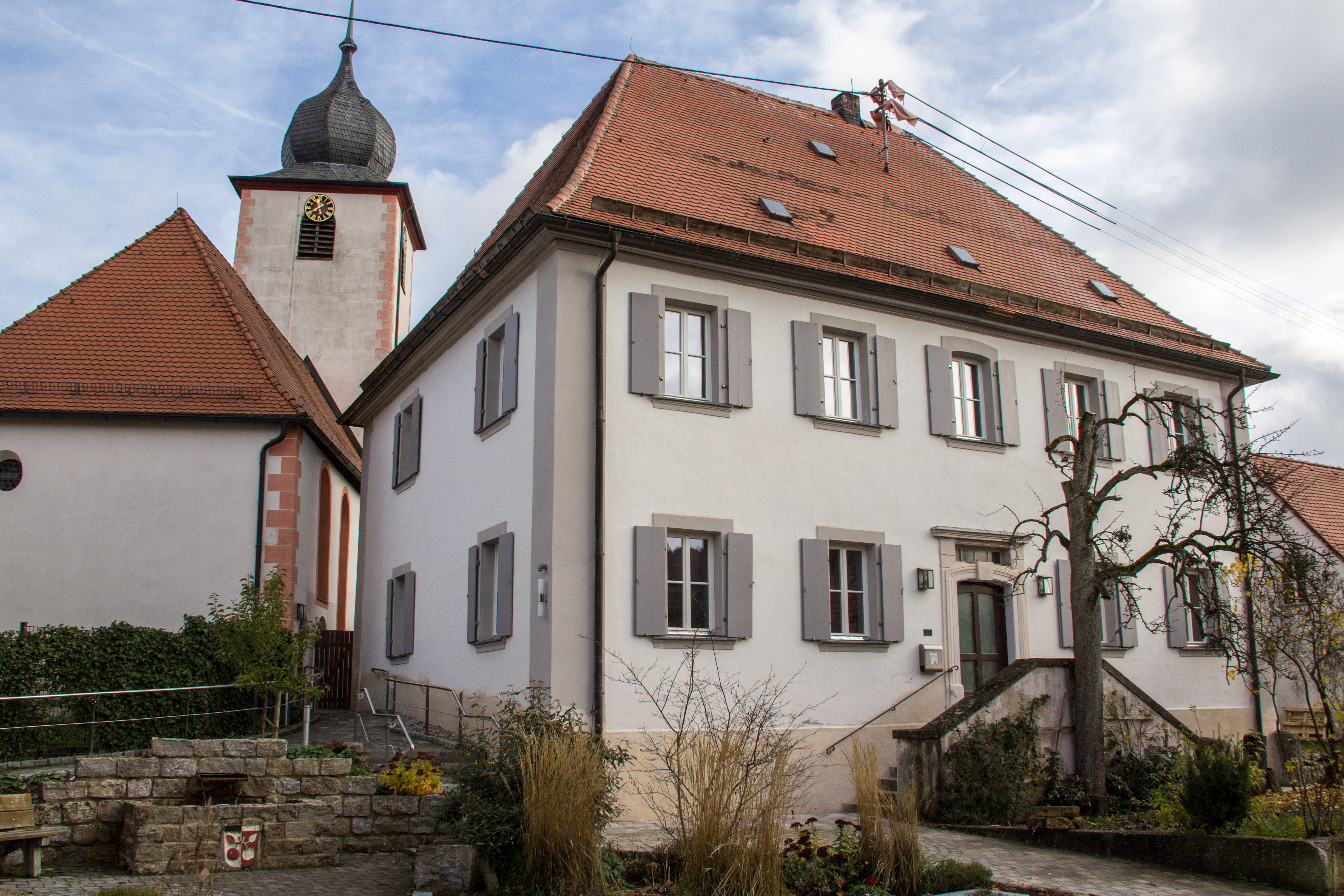
Evangelische Pfarrkirche und Pfarrhaus

Im Ortskern befindet sich die evangelische Pfarrkirche. Sie ist wie das Pfarrhaus als ein Baudenkmal ausgewiesen.
Etwa 1,3 km nordwestlich liegt oberhalb von Mostviel der Spiegelfelsen, der einen schönen Blick über einen Teil des Trubachtals, auf Burg Egloffstein sowie bis hin zu Burg Feuerstein ermöglicht. Daneben gibt es weitere Aussichtsfelsen wie den Pfarrfelsen und den Balkenstein.

## Kultur und Brauchtum
Alljährlich wird am (vor-)letzten Wochenende im Oktober die Herbstkirchweih gefeiert.

## Wappen
Die Farben im Schildhaupt des neuen Wappens von Affalterthal (seit 1971) sind dem Familienwappen der Egloffstein entnommen (Schwarz und Silber). Während die Farben Silber und Rot auf das Hochstift Bamberg hinweisen, sollen die beiden Äpfel den Ortsnamen symbolisieren, der als Tal, in dem es viele Apfelbäume gibt, gedeutet wird.

## Sport und Freizeit
Das Dorf liegt mitten im Klettergebiet Nördlicher Frankenjura. Es gibt zahlreiche Wanderwege. Der Frankenweg führt knapp am Dorf vorbei. Vom Signalstein aus führt eine Alternativroute über Affalterthal zum Etappenziel Egloffstein.

## Verkehr
Die Kreisstraße FO 23 verbindet den Ort mit Bieberbach und über die Staatsstraße 2191 mit Geschwand und Egloffstein.
Der Öffentliche Personennahverkehr bedient Affalterthal wochentags mit der Buslinie 226 (Gößweinstein – Gräfenberg) und Buslinie 222 von Forchheim nach Gößweinstein. Am Wochenende kann ein Anruf-Sammeltaxi angefordert werden.

## Sonstiges
Affalterthal ist kirchliche Heimatgemeinde eines der ältesten Posaunenchöre in Bayern (gegründet 1892 von Pastor Kuhlo).
Die Affalterthaler Rathausmusik wurde 1993 gegründet und spielte mit der Besetzung Tuba, Horn, Trompete, Klarinette und Akkordeon verstärkerlos fränkische Volksmusik, hauptsächlich bei Tanzabenden, Musikantentreffen und anderen öffentlichen Veranstaltungen wie Kirchweihen. 2001 wurde eine eigene CD Fränkisch aufg'spield (vor allem Schottisch, Walzer, Dreher) aufgenommen und veröffentlicht. Die Gruppe löste sich im Jahr 2014 auf.
Seit 2005 findet jedes zweite Jahr ein Eichertreffen statt, das von den Eicherfreunden Affalterthal organisiert wird. Im Dorf gibt es noch 30 Eicher-Traktoren (Stand 2017).

## Persönlichkeiten
- Hermann Reich (* 1891 in Affalterthal; † 1976 in Göttingen), Geophysiker, Geologe und Hochschullehrer